# Acido muconico
L'acido muconico (nome IUPAC: acido esa-2,4-diendioico) è un acido dicarbossilico. Esistono tre forme isomere designate trans,trans-acido muconico, cis,trans-acido muconico, e cis,cis-acido muconico che differiscono per la geometria intorno ai doppi legami.
|             |           |         |
| trans,trans | cis,trans | cis,cis |
Il trans,trans-acido muconico è un metabolita del benzene nell'uomo. La determinazione della sua concentrazione nelle urine è pertanto usata come biomarcatore dell'esposizione al benzene.. 
Il trans,trans-acido muconico può essere preparato per sintesi dall'acido adipico.
L'acido  cis, cis -muconico è prodotto da alcuni batteri attraverso la degradazione enzimatica di vari composti chimici aromatici.
La bioproduzione di acido muconico è interessante a causa del suo potenziale utilizzo come piattaforma chimica per la produzione di diverse preziose bioplastiche di consumo tra cui nylon-6,6, poliuretano e polietilentereftalato (PET).